# Am Basteir
Am Basteir (en gaèlic Am Baisteir; es pronuncia æm bæstjɛəɹ) és una muntanya de la cadena Cuillin septentrionals a l'illa de Skye, a Escòcia (Regne Unit). Té 934 metres d'alt i està classificada com un munro. Forma una estreta fulla de roca, comparable amb l'Inaccessible Pinnacle ("Pinacle inaccessible"). Com la resta de la cadena, està composta de gabro, una roca ígnia amb excel·lent adherència per a la pràctica del muntanyisme.
La ruta més fàcil al cim comença a Sligachan seguint un camí al llarg de la riba esquerra del Allt Dearg Beag ("petit rierol vermell") durant 5 quilòmetres fins a un petit llac en el Coire a' Bhasteir, llavors s'ascendeix per un pedregal inclinat fins al bealach a la cresta principal. Una grimpada d'aproximadament 200 metres al llarg de la cresta est porta fins al cim encara que ha d'extremar-se la precaució prop del cim doncs hi ha un "mal pas" que negociar, un forat de 3 metres d'alt en la cresta. Podia baixar-se fins fa poc, però un esfondrament de roques actualment implica que ha d'evitar-se, descendir o rapelar-la. El costat occidental d'Am Basteir és vertical, encara que és possible per un caminant venir des de Bruach na Frìthe per aconseguir la part superior envoltant per sota Am Basteir per aconseguir el bealach abans esmentat.
Al peu del costat occidental hi ha una gran roca prominent, similar en la forma a l'Am Basteir en si mateix, coneguda com a Basteir Tooth ("la Dent de Basteir").